# Perre
Perre is een plaats (freguesia) in de Portugese gemeente Viana do Castelo en telt 3007 inwoners (2001).